# Economía de Uruguay
La economía de Uruguay es el resultado de la combinación de los recursos naturales del país con una población altamente alfabetizada, una estructura empresarial diversificada y una fuerte presencia del Estado.
es la economía número 82 por volumen de PIB. Su deuda pública en 2024 fue de 51.402 millones de euros, con una deuda del 68,7% del PIB. Su deuda per cápita es de 14.690 € euros por habitante. El PIB per cápita es un muy buen indicador del nivel de vida y en el caso de Uruguay, en 2024, fue de 21.384 € euros, con el que se sitúa en el puesto 55 del ranking y sus habitantes tienen un bajo nivel de vida en relación al resto de los 196 países del ranking de PIB per cápita. 
Si bien históricamente la producción estuvo basada en el sector agropecuario, en las últimas décadas el peso de otros sectores de la economía creció considerablemente. En 2009 las actividades primarias representaban el 8,6 % del producto interior bruto, las industrias manufacturados el 13,9 %, el comercio el 14,5 %, la construcción el 7,3 %, el transporte el 7,5 %, y otras actividades el restante 48,2 %.

## Características
Los ganados ovino y bovino son los más importantes. Carne, lana, cuero y otros subproductos constituyeron siempre las principales exportaciones. La producción de ganado ovino se concentra en el norte del país, en los departamentos de Artigas y Salto aunque, en menor medida, también se encuentra en el resto del país. El ganado bovino se encuentra en todo el territorio, con más predominio en el sur del territorio nacional y en el litoral oeste. En 2018, Uruguay produjo 589 mil toneladas de carne vacuna.
De menor relevancia a nivel histórico, pero en franco desarrollo para la economía son los cultivos agrícolas, entre ellos, el trigo, el arroz y muy especialmente la soja. En 2018, Uruguay produjo 1,36 millones de toneladas de arroz, 1,33 millones de toneladas de soja, 816 mil toneladas de maíz, 637 mil toneladas de cebada, 440 mil toneladas de trigo, 350 mil toneladas de caña de azúcar, 106 mil toneladas de naranja, 104 mil toneladas de uva, 90 mil toneladas de colza, 87 mil toneladas de patata, 76 mil toneladas de sorgo, 71 mil toneladas de mandarina, 52 mil toneladas de avena, 48 mil toneladas de manzana, además de menores rendimientos de otros productos agrícolas. El sector agrícola representó entre 2015-2019 aproximadamente entre el 6% y el 7% del PBI.
Los servicios, la agricultura y la manufactura son las industrias más grandes del país, representando 21,247%, 71.9% y 20.6% del PIB, respectivamente. La moneda oficial utilizada en el país se conoce como el peso uruguayo. 
Otro sector de importancia para el PBI de Uruguay es el sector forestal, se convirtió en uno de los motores más dinámicos de la economía uruguaya en el siglo actual. A partir de la implementación de la Ley Forestal en 1987, las plantaciones experimentaron un notable aumento, que dio lugar a la instalación de importantes inversiones en la industria de aserrío y celulosa, así como al desarrollo de servicios e infraestructura. Impulsando la producción y generando encadenamientos productivos claves en la economía. Actualmente, casi 4.000 empresas están directamente relacionadas con esta industria, empleando a más de 18.000 personas. La inversión extranjera ha sido un factor clave en su crecimiento, promoviendo mejoras en eficiencia y calidad mediante economías de escala y estándares internacionales. 
Los recursos minerales son de escasa explotación, pero la industria ha crecido gracias a las importaciones de combustibles y materias primas. En el norte del país (Artigas) se desarrolla la extracción de ágatas y amatistas, con gran potencialidad de darle valor agregado a su exportación. La potencial explotación de hierro en la zona de Valentines podría cambiar enormemente la actividad, pero el proyecto Aratirí fue descartado a falta de inversores tras los múltiples cuestionamientos de los que fue objeto, dado que involucraba minería de gran porte a cielo abierto.
La principal industria es la alimenticia (5,8 % del PIB), seguida por la fabricación de madera y productos de madera, papel y productos del papel (2,3 % del PIB), y la industria química (1,5 % del PIB). Una industria que ha crecido a finales del siglo XX y principios del XXI es la del software, la que está efectuando exitosas exportaciones no tradicionales.
La red caminera es buena y el turismo crece rápidamente. El turismo y los servicios financieros constituyen importantes recursos económicos.
Tradicionalmente, Uruguay también tiene elevados niveles de educación, bienestar social y cuidado de la salud, está situado en el puesto número 46 de acuerdo con el IDH publicado por el PNUD en el 2007 (con datos referidos al año 2005).

## Comercio exterior
En abril de 2025, las solicitudes de exportación, incluidas las zonas francas, alcanzaron US$ 1.033 millones y marcaron un aumento interanual de 4%. Las exportaciones de este mes estuvieron impulsadas principalmente por las ventas de carne bovina, celulosa, productos lácteos y concentrados de bebidas. En el primer cuatrimestre de 2025, las exportaciones de bienes, incluidas las zonas francas, totalizaron US$ 3.920 millones, lo que implicó un incremento interanual de 4%. 

## Sector Primario

### Agricultura
En 2018, el país produjo 3.5 millones de toneladas de arroz, 1,33 millones de toneladas de soja, 816 mil toneladas de maíz, 637 mil toneladas de cebada, 440 mil toneladas de trigo, 350 mil toneladas de caña de azúcar, 106 mil toneladas de naranja, 104 mil toneladas de uva, 90 mil toneladas de colza, 87 mil toneladas de papa, 76 mil toneladas de sorgo, 71 mil toneladas de mandarina, 52 mil toneladas de avena, 48 mil toneladas de manzana, además de producciones menores de otros productos agrícolas.
El mercado agrícola de Uruguay desempeña un papel fundamental en su economía, ya que cuenta con una rica variedad de cultivos y ganado, todo ello subrayado por un compromiso con la sostenibilidad y las exportaciones de primera calidad. Con una contribución de aproximadamente el 10% al PIB del país, la agricultura no solo emplea a un segmento significativo de la fuerza laboral, sino que también representa una parte notable de las exportaciones de Uruguay. Con el respaldo de un clima favorable, suelos fértiles y normas ambientales estrictas, Uruguay se ha ganado un nicho destacado en el ámbito agrícola mundial. 

### Ganadería
En 2018, Uruguay fue el 24º productor mundial de carne vacuna (589 mil toneladas), fue el 19º productor mundial de miel (20,9 mil toneladas), produjo 2,1 mil millones de litros de leche de vaca, entre otros. En 2019, el país fue el 17º productor mundial de lana; solía ser uno de los 10 más grandes del mundo en el pasado.
En cuanto a la ganadería bovina/ovina, en 2024, el 97.3% de las empresas del sector que se dedican a la ganadería bovina/ovina mantuvo igual la cantidad de hectáreas explotadas en su establecimiento. Sólo un 1.4% de éstas aumentó la cantidad de hectáreas explotadas en su establecimiento y menos del 1% disminuyó la cantidad de hectáreas explotadas. 

## Sector secundario

### Industria
El Banco Mundial enumera los principales países productores cada año, según el valor total de la producción. Según la lista de 2019, Uruguay tenía la 83a industria más valiosa del mundo (US $ 6.5 mil millones).
Hasta ahora, no hay un ranking oficial publicado que indique la posición exacta de Uruguay en 2024 en términos del valor de su industria a nivel global. Las fuentes más confiables, como la UNIDO, el Banco Mundial o Statista, suelen publicar estos datos con cierto retraso, por lo que la información de 2024 probablemente estará disponible más adelante en 2025. 

### Energía
En energías renovables, en 2020, Uruguay fue el 31.er productor mundial de energía eólica del mundo, con 1,5 GW de potencia instalada, y el 57º productor mundial de energía solar, con 0, 2 GW de potencia instalada.
En lo que refiere a la participación de las fuentes de energía renovables, en 2022, en la matriz de abastecimiento se alcanzó el 56%, y en la matriz de generación eléctrica estas representaron el 91%. Estos resultados cumplieron con los objetivos trazados, que apuntaban a cifras mayores a 50% y 90%, respectivamente. Esto se vio reflejado en las emisiones de CO2, que disminuyeron 5% respecto al año anterior.

### Minería
Uruguay es uno de los países del mundo que tiene extracción de amatista. En la producción de oro, entre 2006 y 2017, el país produjo cantidades anuales entre 3 toneladas en 2006 y 1,1 toneladas en 2017 (la producción ha disminuido constantemente). El país produjo plata por última vez en 2008, cuando extrajo 4 toneladas.

## Sector terciario

### Turismo
En 2018, Uruguay fue el 69o país más visitado del mundo, con 3,4 millones de turistas internacionales. Los ingresos por turismo este año fueron de $ 2.3 mil millones.

## Sistema bancario y financiero

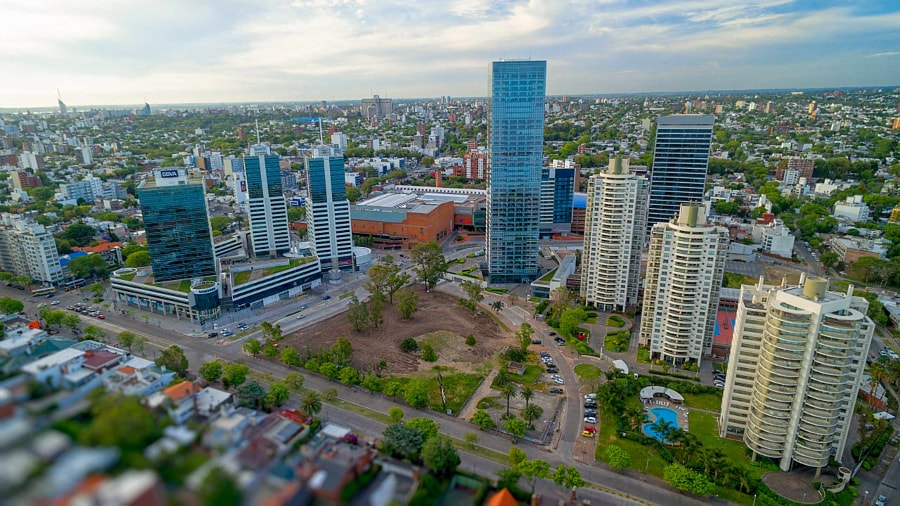
World Trade Center Montevideo

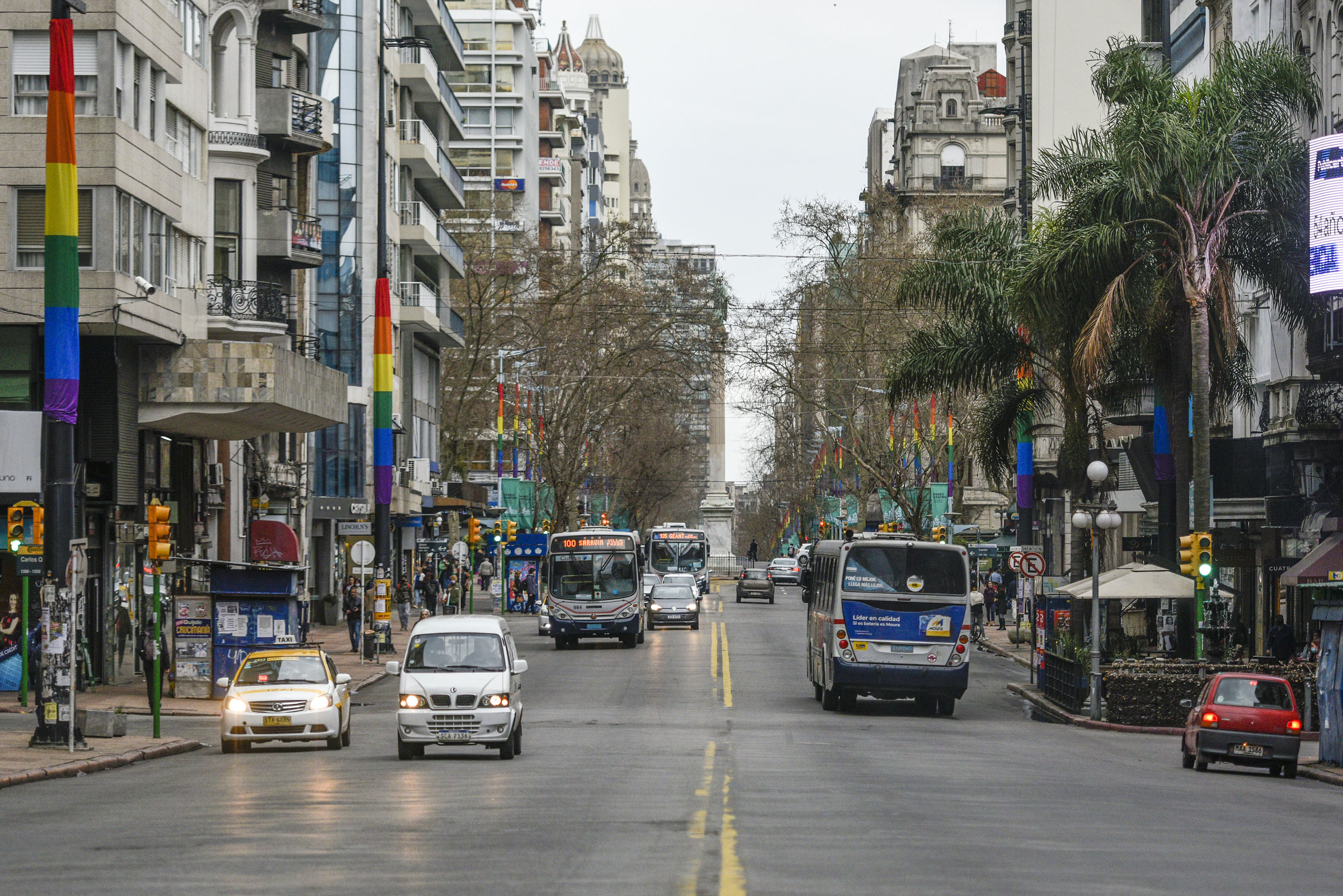
Avenida 18 de Julio, Montevideo. Constituye el principal eje urbanístico y comercial de la ciudad.

Uruguay ha tenido desde hace poco la presencia de numerosos bancos.
Fue particularmente fuerte la crisis bancaria de 2002 en Uruguay; pero el Estado uruguayo respaldó la devolución de depósitos a la amplia mayoría de los ahorristas, y se respetó la moneda original de los depósitos; por lo tanto y a la larga, la plaza financiera uruguaya recuperó la confianza del público. Ello significó también el final de la hasta entonces habitual costumbre del Estado uruguayo de asistir a los bancos quebrados, y se instrumentó un seguro de depósitos bancarios con cobertura parcial.
Para mediados de 2002, las ayudas entregadas por el Banco Central del Uruguay a la banca comercial ascendían a varios millones de dólares. Esto provocó la caída del impopular ministro de economía Alberto Bensión. Se declaró feriado bancario, la cotización del dólar estadounidense se disparó, llegando a los 30 pesos uruguayos. La noche del 31 de julio se produjo un primer saqueo a un supermercado en las proximidades del Palacio Legislativo. El 1 de agosto se produjo una ola de saqueos que sacudieron a la ciudad de Montevideo. Fueron más de treinta. Como consecuencia económica directa de esta crisis, el salario real tuvo una fuerte caída, llegando a su piso entre 2003 y 2004 con una pérdida del 22 % respecto al año 2000, la tasa de desempleo, trepó a un máximo histórico en 2002 del 17 %.
Es de destacar la existencia del secreto bancario en el sistema financiero, que data de 1982. Si bien en 2010, el Parlamento estudió su levantamiento parcial, tras aprobar la correspondiente ley se viene aplicando discretamente y previa actuación judicial.
La Bolsa de Valores de Montevideo suele tener una operativa discreta. Existen también otros tipos de instrumentos de inversión, como los fideicomisos.
En breve se habilitarán nuevas modalidades de operativa bancaria: bancos minoristas, corresponsales financieros y cuentas básicas de ahorro.

## Apertura de la economía

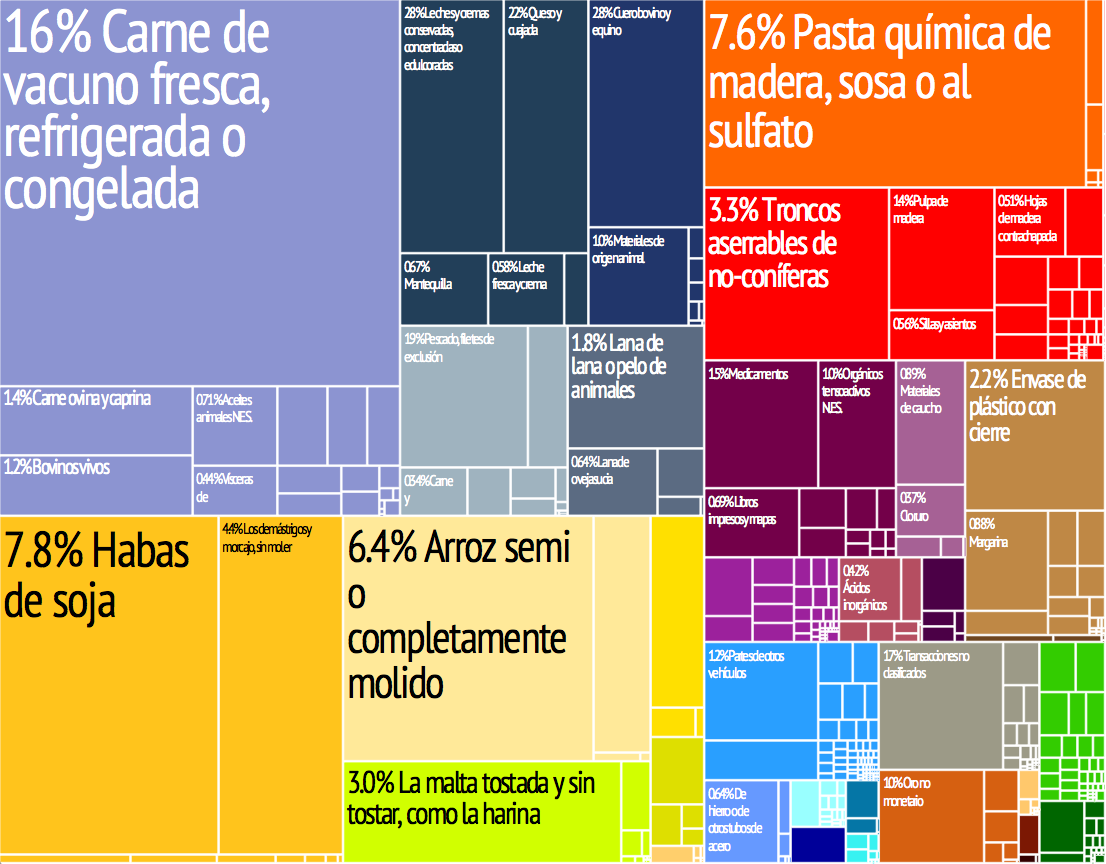
Representación gráfica de los productos de exportación del Uruguay, en 28 categorías codificadas por color.

Tras décadas de proteccionismo e intervencionismo estatal, el llamado «neobatllismo», del cual el presidente Luis Batlle Berres fue el más insigne representante, en los años 1970, en plena dictadura cívico-militar, el ministro Alejandro Végh Villegas implementó una liberalización de la economía, cuyos efectos todavía se hacen sentir: el país abrió sus mercados de capitales, se dolarizó la economía, se desregularon los salarios  y crecieron las importaciones. Paralelamente comenzó un fuerte proceso de desindustrialzación y re primarización de la economía. Para fines de los 70 se implemento un plan monetarista que llevó a triplicar la inflación para 1979.
Otro ministro de la dictadura, Valentín Arismendi, implementó un sistema de paridad cambiaria conocido popularmente como «la tablita»; pero a finales de 1982 ello se hizo insostenible, y se disparó la cotización del dólar estadounidense, lo que ocasionó una severa crisis económica y un claro deterioro salarial. Tras la restauración democrática en 1985, el ministro Ricardo Zerbino y su equipo económico intentaron paliar los efectos de esta política por medio de la llamada «flotación sucia», y se trató de recuperar la capacidad adquisitiva de los salarios mediante convocatorias a consejos de salarios.
El inicio de los años 1990 bajo el gobierno del Partido Nacional con Luis Alberto Lacalle, especialmente con su ministro de economía Ignacio de Posadas, se llevaron a cabo políticas económicas liberales, lo que implicó una marcada reorientación del desarrollo y una aceleración del crecimiento económico hasta 1998. Por un lado se planteó la apertura unilateral, es decir, respecto a terceros países, y se marcó el proceso de integración regional del Mercosur. Por el otro se trató de privatizar y desregular los mercados (se dejaron de convocar los consejos de salarios). Simultáneamente se instauró un programa de estabilización basado en la llamada ancla cambiaria. La conjunción de esos factores generó una reducción de la inflación, una apreciación de la moneda uruguaya respecto al dólar, y una tendencia al déficit comercial provocado por una fuerte expansión de las importaciones de bienes de consumo. Esto afectó fundamentalmente a la industria manufacturera. En el período de gobierno, la industria manufacturera pasó de representar el 25 % del PBI a un 16 % del mismo. Las importaciones de bienes de consumo crecieron de 200 millones en 1990 a 800 millones en 1994. El cierre de dos empresas emblemáticas (Onda y Funsa) graficó la destrucción de empleos industriales y de servicios que llegaron al orden de los 10 000. Un decreto dictado en 1992 redujo las tasas arancelarias, que en el caso de las importaciones de bienes de consumo pasaron del 24 % a finalmente quedó en 11 %.

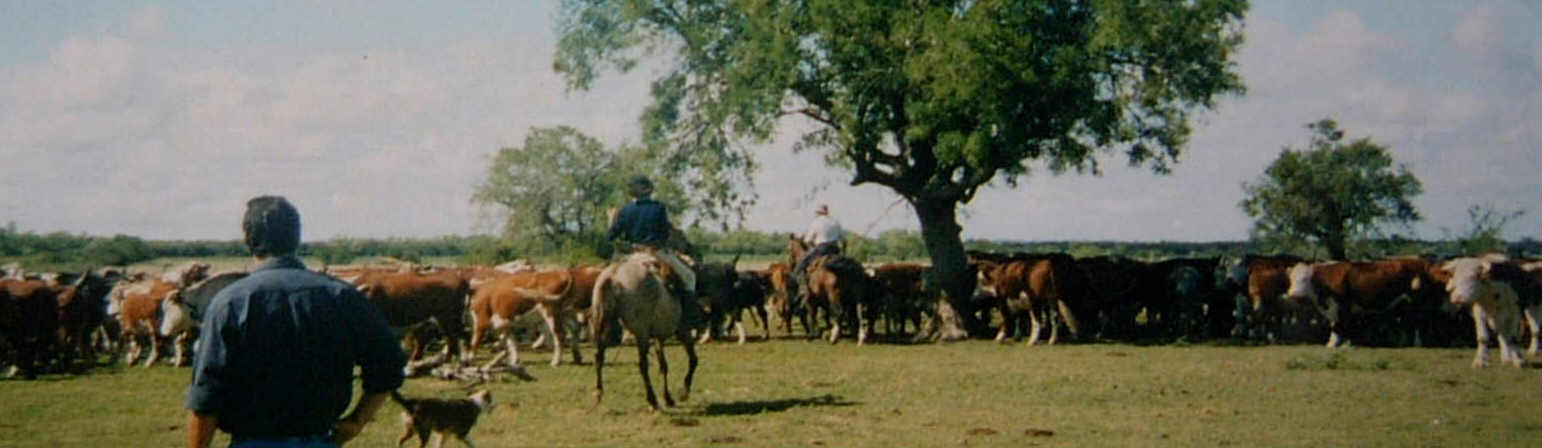
Ganado bovino en Uruguay.

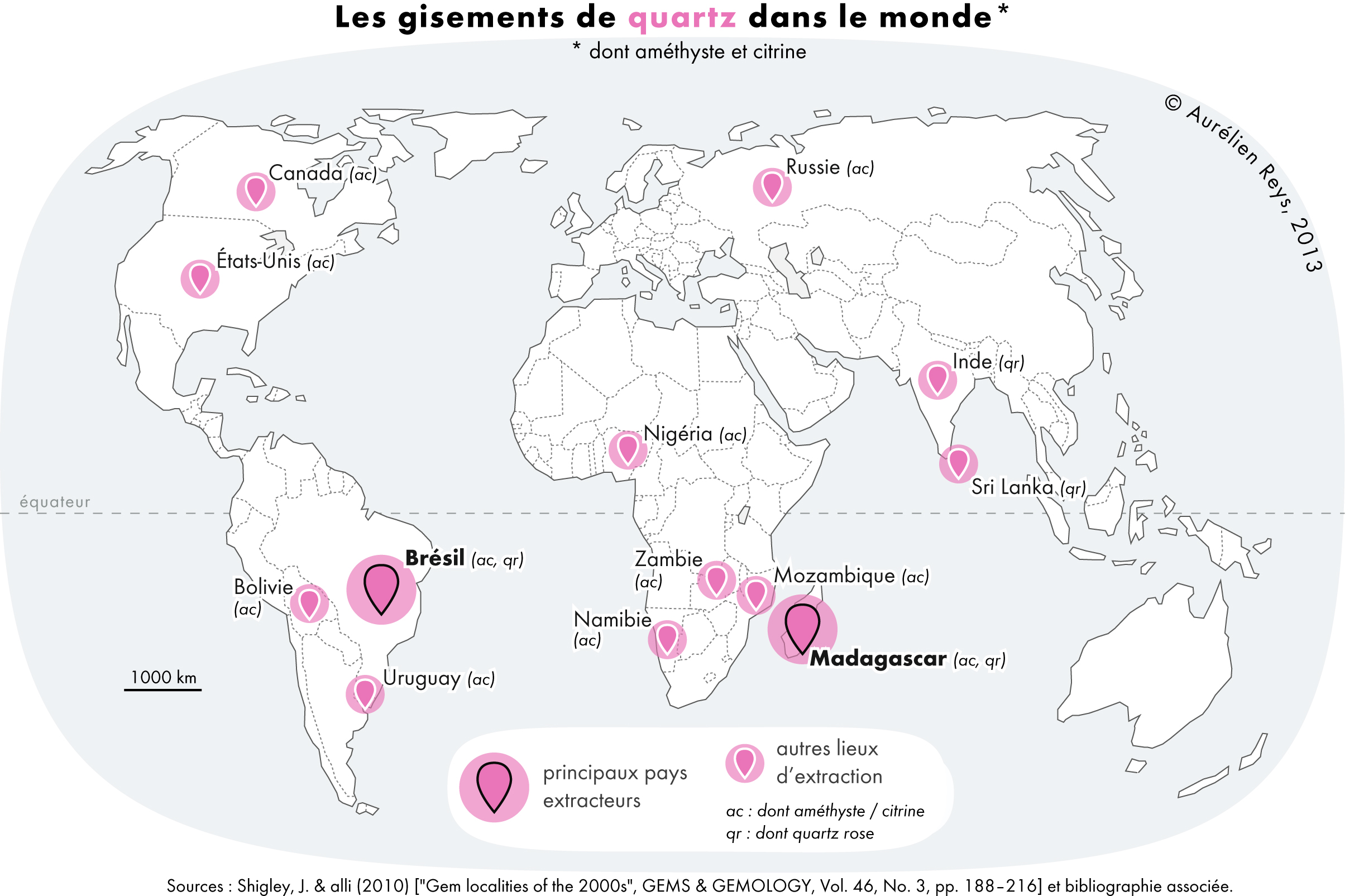
Uruguay es uno de los productores de amatista del mundo

El patrón de crecimiento generado[cita requerida] en la década de los noventa no logró superar debilidades estructurales del sistema financiero, es decir, no mejoró la eficiencia de los bancos ni públicos ni privados, y la asignación de créditos no se realizó de un modo eficiente. Se asistió a un fenómeno de burbuja financiera.
Tras la crisis bancaria de 2002 en el gobierno de Jorge Batlle Ibáñez, el país tuvo un repunte en sus indicadores económicos; pero al mismo tiempo, hubo un extendido fenómeno de fragmentación social y económica con la mayor crisis financiera al comienzo y económica-social en su conjunto, como nunca sufrió antes el país, alejado de la tendencia histórica a una sociedad hiper-integradora. Fue luego el gobierno del Frente Amplio quien volvió a convocar los consejos de salarios, en procura de redistribución de poder adquisitivo; también implementó planes sociales.

## Tributación y sistema fiscal
El impuesto que más recauda es el IVA. Desde hace pocos años en Uruguay tiene vigencia el impuesto sobre la renta (el llamado IRPF junto a otras variantes).

## Deuda Externa
Evolución de la deuda externa en relación al PIB
Según datos del Banco Mundial, la evolución de la deuda externa uruguaya en relación con el PIB sigue un ritmo bastante cíclico. Es decir, después de un periodo de crecimiento, viene uno de decadencia. La deuda externa de Uruguay, en los años 70, no creció mucho: a partir de 1973 creció por encima del 20%, llegando en 1976 a su punto más alto (29 %). Pero a partir de ese momento, la deuda comenzó a decrecer hasta 1980. En este año, el crecimiento de la deuda externa de Uruguay en relación con el PIB se acentuó mucho más que en los años 70, y además, lo hizo mucho más rápido (la explicación de este suceso es que, en estos años, el crecimiento de la deuda externa es mucho mayor y se da en mayor proporción que el del PIB). Estamos hablando de un crecimiento de la deuda del 73 % en cinco años aproximadamente. Entre 1980 y 1988, donde la deuda externa en relación con las exportaciones supera el 300 % (la deuda externa creció mucho más que las exportaciones, y viceversa).
La Deuda Externa en Uruguay disminuyó a 47395 millones de dólares estadounidenses en el segundo trimestre de 2024 desde los 48739 millones de dólares estadounidenses en el primer trimestre de 2024. La Deuda Externa en Uruguay promedió 29,013.27 millones de USD desde 1999 hasta 2024, alcanzando un máximo histórico de 57,023.00 millones de USD en el tercer trimestre de 2023 y un mínimo histórico de 7,725.65 millones de USD en el primer trimestre de 1999.
|                              | Último     | Anterior   | Unidad          | Referencia |
| ---------------------------- | ---------- | ---------- | --------------- | ---------- |
| Balanza comercial            | -313507.00 | -111360.00 | Usd Mil         | Mar 2025   |
| Flujos De Capital            | -802.00    | -168.60    | Millones De Usd | Dec 2024   |
| Cuenta corriente             | -383.00    | -141.00    | Millones De Usd | Dec 2024   |
| Exportaciones                | 710811.00  | 870925.00  | Usd Mil         | Mar 2025   |
| Deuda Externa                | 47395.00   | 48739.00   | Millones De Usd | Jun 2024   |
| Inversión extranjera directa | -75.87     | 427.01     | Millones De Usd | Dec 2024   |
| Importaciones                | 1024318.00 | 983407.00  | Usd Mil         | Mar 2025   |
| Ingresos por Turismo         | 440734.97  | 309111.02  | Usd Mil         | Dec 2024   |

Comportamiento de la inversión extranjera directa
La Inversión Extranjera Directa en Uruguay disminuyó en 75.87 millones de dólares estadounidenses en el cuarto trimestre de 2024. La Inversión Extranjera Directa en Uruguay promedió -119,12 millones de dólares estadounidenses desde 2010 hasta 2024, alcanzando un máximo histórico de 2015,87 millones de dólares estadounidenses en el primer trimestre de 2024 y un mínimo histórico de -1061,25 millones de dólares estadounidenses en el tercer trimestre de 2023.
Grado inversor.
En abril de 2012, Uruguay se encaminó a ver calificada su deuda externa con «grado inversor».

## Influencia de la realidad económica mundial
En la segunda mitad de 2011, y a raíz de la crisis del techo de deuda de Estados Unidos Uruguay se preparó para afrontar un ajuste del gasto y se coordinaron acciones con autoridades económicas de países de la región. Uruguay es el sexto mayor exportador mundial de carne.
De acuerdo con la reciente actualización de enero de las proyecciones del World Economic Outlook del Fondo Monetario, la economía mundial crecería 3,3% en 2025 —y 2026—, por debajo del 3,7% de crecimiento promedio anual del periodo 2000-19. Este crecimiento de la actividad estará impulsado por la importante dinámica de la economía estadounidense, en cierta recuperación de la economía china, no obstante, ambas economías se encuentran en diferentes instancias de su reciente ciclo económico.

## Economía uruguaya a nivel continental
| Países de América Latina según el tamaño de su Economía PIB (Producto Interno Bruto) | Países de América Latina según el tamaño de su Economía PIB (Producto Interno Bruto) | Países de América Latina según el tamaño de su Economía PIB (Producto Interno Bruto) | Países de América Latina según el tamaño de su Economía PIB (Producto Interno Bruto) | Países de América Latina según el tamaño de su Economía PIB (Producto Interno Bruto) | Países de América Latina según el tamaño de su Economía PIB (Producto Interno Bruto) |
| N.º                                                                                  | País                                                                                 | PIB nominal (millones de dólares)                                                    | Habitantes                                                                           | PIB per cápita Nominal                                                               | Artículo Principal                                                                   |
| ------------------------------------------------------------------------------------ | ------------------------------------------------------------------------------------ | ------------------------------------------------------------------------------------ | ------------------------------------------------------------------------------------ | ------------------------------------------------------------------------------------ | ------------------------------------------------------------------------------------ |
| 1°                                                                                   | Brasil                                                                               | 2,331,000                                                                            | 217.6                                                                                | 10,710                                                                               | Economía Brasileña                                                                   |
| 2°                                                                                   | México                                                                               | 1,871,000                                                                            | 134.0                                                                                | 13,960                                                                               | Economía Mexicana                                                                    |
| 3°                                                                                   | Argentina                                                                            | 622,000                                                                              | 47.5                                                                                 | 13,095                                                                               | Economía Argentina                                                                   |
| 4°                                                                                   | Colombia                                                                             | 369,000                                                                              | 53.5                                                                                 | 6,897                                                                                | Economía Colombiana                                                                  |
| 5°                                                                                   | Chile                                                                                | 350,000                                                                              | 20.3                                                                                 | 17,241                                                                               | Economía Chilena                                                                     |
| 6°                                                                                   | Perú                                                                                 | 300,000                                                                              | 35.4                                                                                 | 8,475                                                                                | Economía Peruana                                                                     |
| 7°                                                                                   | Ecuador                                                                              | 129,000                                                                              | 18.2                                                                                 | 7,088                                                                                | Economía Ecuatoriana                                                                 |
| 8°                                                                                   | República Dominicana                                                                 | 113,000                                                                              | 11.4                                                                                 | 9,912                                                                                | Economía Dominicana                                                                  |
| 9°                                                                                   | Guatemala                                                                            | 117,000                                                                              | 18.9                                                                                 | 6,190                                                                                | Economía Guatemalteca                                                                |
| 10°                                                                                  | Panamá                                                                               | 93,000                                                                               | 4.6                                                                                  | 20,217                                                                               | Economía Panameña                                                                    |
| 11°                                                                                  | Uruguay                                                                              | 81,000                                                                               | 3.5                                                                                  | 23,142                                                                               | Economía Uruguaya                                                                    |
| 12°                                                                                  | Costa Rica                                                                           | 78,000                                                                               | 5.3                                                                                  | 14,717                                                                               | Economía Costarricense                                                               |
| 13°                                                                                  | Venezuela                                                                            | 68,000                                                                               | 28.0                                                                                 | 2,429                                                                                | Economía Venezolana                                                                  |
| 14°                                                                                  | Bolivia                                                                              | 55,000                                                                               | 12.1                                                                                 | 4,545                                                                                | Economía Boliviana                                                                   |
| 15°                                                                                  | Paraguay                                                                             | 52,000                                                                               | 7.6                                                                                  | 6,842                                                                                | Economía Paraguaya                                                                   |
| 16°                                                                                  | El Salvador                                                                          | 34,000                                                                               | 6.7                                                                                  | 5,075                                                                                | Economía Salvadoreña                                                                 |
| 17°                                                                                  | Honduras                                                                             | 37,000                                                                               | 10.7                                                                                 | 3,458                                                                                | Economía Hondureña                                                                   |
| 18°                                                                                  | Trinidad y Tobago                                                                    | 25,000                                                                               | 1.4                                                                                  | 17,857                                                                               | Economía Trinitense                                                                  |
| 19°                                                                                  | Jamaica                                                                              | 17,000                                                                               | 2.8                                                                                  | 6,071                                                                                | Economía Jamaiquina                                                                  |
| 20°                                                                                  | Bahamas                                                                              | 15,000                                                                               | 0.4                                                                                  | 37,500                                                                               | Economía Bahameña                                                                    |
| 21°                                                                                  | Nicaragua                                                                            | 17,000                                                                               | 7.3                                                                                  | 2,329                                                                                | Economía Nicaragüense                                                                |
| 22°                                                                                  | Haití                                                                                | 14,000                                                                               | 11.9                                                                                 | 1,176                                                                                | Economía Haitiana                                                                    |
| 23°                                                                                  | Guyana                                                                               | 17,000                                                                               | 0.8                                                                                  | 21,250                                                                               | Economía Guyanesa                                                                    |
| 24°                                                                                  | Barbados                                                                             | 6,100                                                                                | 0.3                                                                                  | 20,333                                                                               | Economía Barbadense                                                                  |
| 25°                                                                                  | Surinam                                                                              | 5,000                                                                                | 0.6                                                                                  | 8,333                                                                                | Economía Surinamesa                                                                  |
| 26°                                                                                  | Santa Lucía                                                                          | 2,100                                                                                | 0.18                                                                                 | 11,667                                                                               | Economía Santalucense                                                                |
| 27°                                                                                  | Belice                                                                               | 2,600                                                                                | 0.4                                                                                  | 6,500                                                                                | Economía Beliceña                                                                    |
| 28°                                                                                  | Antigua y Barbuda                                                                    | 2,000                                                                                | 0.09                                                                                 | 22,222                                                                               | Economía Antiguana                                                                   |
| 29°                                                                                  | Granada                                                                              | 1,300                                                                                | 0.11                                                                                 | 11,818                                                                               | Economía Granadina                                                                   |
| 30°                                                                                  | San Cristóbal y Nieves                                                               | 1,100                                                                                | 0.06                                                                                 | 18,333                                                                               | Economía Sancristobaleña                                                             |
| 31°                                                                                  | San Vicente y las Granadinas                                                         | 1,200                                                                                | 0.11                                                                                 | 10,909                                                                               | Economía Sanvicentina                                                                |
| 32°                                                                                  | Dominica                                                                             | 633                                                                                  | 0.07                                                                                 | 8,948                                                                                | Economía Dominiquesa                                                                 |
|                                                                                      |                                                                                      |                                                                                      |                                                                                      |                                                                                      |                                                                                      |

## Indicadores Socioeconómicos
La siguiente tabla muestra los principales indicadores socioeconómicos en 1980–2017.
| Año  | PBI en $ (PPP) | PBI per cápita en $ (PPP) | PBI crecimiento (real) | Inflación | Desempleo | Pobreza | Deuda Estatal (Porcentaje del PBI) |
| ---- | -------------- | ------------------------- | ---------------------- | --------- | --------- | ------- | ---------------------------------- |
| 1980 | 12,46 Bln.     | 4.240                     | 6,0 %                  | 63,5 %    | ...       | ...     | ...                                |
| 1985 | 14,41 Bln.     | 4.749                     | 1,5 %                  | 72,2 %.   | 13,1 %    | ...     | ...                                |
| 1990 | 20,33 Bln.     | 6.511                     | 0,3 %                  | 112,5 %   | 8,5 %     | ...     | ...                                |
| 1995 | 27,81 Bln.     | 8.616                     | −1,4 %                 | 42,2 %    | 10,3 %    | ...     | ...                                |
| 2000 | 33,33 Bln.     | 9.952                     | −1,8 %                 | 4,8 %     | 13,4 %    | 17,8 %  | ...                                |
| 2005 | 38,42 Bln.     | 11.461                    | 6,8 %                  | 4,7 %     | 12,1 %    | 29,2 %  | 84 %                               |
| 2006 | 41,23 Bln.     | 12.277                    | 4,1 %                  | 6,4 %     | 10,8 %    | 32,5 %  | 76 %                               |
| 2007 | 45,09 Bln.     | 13.425                    | 6,5 %                  | 8,1 %     | 9,4 %     | 29,6 %  | 68 %                               |
| 2008 | 49,28 Bln.     | 14.652                    | 7,2 %                  | 7,9 %     | 7,9 %     | 24,2 %  | 60 %                               |
| 2009 | 51,76 Bln.     | 15.321                    | 4,2 %                  | 7,1 %     | 7,8 %     | 21,0 %  | 63 %                               |
| 2010 | 56,48 Bln.     | 16.627                    | 7,8 %                  | 7,0 %     | 7,0 %     | 18,5 %  | 59 %                               |
| 2011 | 60,62 Bln.     | 17.763                    | 5,2 %                  | 8,1 %     | 6,4 %     | 13,7 %  | 58 %                               |
| 2012 | 63,92 Bln.     | 18.655                    | 3,5 %                  | 8,1 %     | 6,3 %     | 12,4 %  | 58 %                               |
| 2013 | 67,96 Bln.     | 19.756                    | 4,6 %                  | 8,6 %     | 6,5 %     | 11,5 %  | 60 %                               |
| 2014 | 71,42 Bln.     | 20.681                    | 3,2 %                  | 8,9 %     | 6,6 %     | 9,7 %   | 61 %                               |
| 2015 | 72,47 Bln.     | 20.902                    | 0,4 %                  | 8,7 %     | 7,5 %     | 9,7 %   | 65 %                               |
| 2016 | 74,45 Bln.     | 21.395                    | 1,5 %                  | 9,6 %     | 7,9 %     | 9,4 %   | 62 %                               |
| 2017 | 78,15 Bln.     | 22.371                    | 3,1 %                  | 6,2 %     | 7,4 %     | 7,9 %   | 66 %                               |

### Pobreza
La pobreza en Uruguay es determinada por el Instituto Nacional de Estadística (INE) de Uruguay en base a la Encuesta Continua de Hogares.
Tradicionalmente se utilizó una metodología de medición "monetaria", basada en los ingresos de los hogares, y desde 2025 comenzó a utilizarse una metodología "multidimensional" que toma en cuenta las múltiples privaciones que afectan a la población, tales como el acceso a educación, vivienda digna, trabajo y protección social.

## Acuerdos comerciales[60]
| Acuerdos vigentes (TLC / ACE)              | Acuerdos vigentes (TLC / ACE) | Acuerdos vigentes (TLC / ACE) | Acuerdos vigentes (TLC / ACE) | Acuerdos vigentes (TLC / ACE) |
| Tipo de acuerdo                            | Con                           | Suscrito                      | Vigente                       | N.º de acuerdo                |
| ------------------------------------------ | ----------------------------- | ----------------------------- | ----------------------------- | ----------------------------- |
| Tratado de Libre Comercio (TLC)            | MERCOSUR                      | Noviembre de 1991             | Noviembre de 1991             | N°18 MERCOSUR                 |
| Tratado de Libre Comercio (TLC)            | Chile                         | Junio de 1996                 | Octubre de 1996               | Nº35 MERCOSUR                 |
| Acuerdo de Complementación Económica (ACE) | Bolivia                       | Diciembre de 1996             | Febrero de 1997               | Nº36 MERCOSUR                 |
| Acuerdo de Complementación Económica (ACE) | Argentina                     | Mayo de 2003                  | Mayo de 2003                  | N°57                          |
| Tratado de Libre Comercio (TLC)            | México                        | Noviembre de 2003             | Julio de 2004                 | N°60                          |
| Acuerdo de Complementación Económica (ACE) | Ecuador                       | Octubre de 2004               | Abril de 2005                 | N°59                          |
| Acuerdo de Complementación Económica (ACE) | Colombia                      | Octubre de 2004               | Abril de 2005                 | N°59                          |
| Acuerdo de Complementación Económica (ACE) | Venezuela                     | Octubre de 2004               | Abril de 2005                 | N°59                          |
| Acuerdo de Complementación Económica (ACE) | Perú                          | Agosto de 2005                | Diciembre de 2005             | N°58 MERCOSUR                 |
| Acuerdo de Complementación Económica (ACE) | Cuba                          | Julio de 2006                 | Septiembre de 2008            | N°62 MERCOSUR                 |
| Acuerdo Preferencial de Comercio (AP)      | India                         | Enero de 2004                 | Junio de 2009                 | por el MERCOSUR               |
| Tratado de Libre Comercio (TLC)            | Israel                        | Diciembre, 2007               | Diciembre, 2009               | por el MERCOSUR               |
| Acuerdo de Complementación Económica (ACE) | Brasil                        | Julio de 2008                 | Julio de 2008                 | N° 2                          |
| Acuerdo de Alcance Parcial (AAP)           | Venezuela                     | Diciembre de 2012             | Marzo de 2013                 | N°63                          |
| Acuerdo Preferencial de Comercio (AP)      | SACU                          | Septiembre de 2011            | Abril de 2016                 | por el MERCOSUR               |
| Tratado de Libre Comercio (TLC)            | Egipto                        | Diciembre de 2015             | Septiembre de 2017            | por el MERCOSUR               |
| Acuerdo de Complementación Económica (ACE) | Colombia                      | Julio de 2017                 | Diciembre de 2017             | N°72 MERCOSUR                 |
| Acuerdo de Complementación Económica (ACE) | Chile                         | Octubre de 2016               | Diciembre de 2018             | N°73                          |
| Acuerdos suscritos no vigentes             |                               |                               |                               |                               |
| Tratado de Libre Comercio (TLC)            | Palestina                     | Diciembre de 2011             |                               | por el MERCOSUR               |

## Industria TIC
En los últimos años la industria del software en Uruguay ha mostrado un importante dinamismo, reflejando un crecimiento constante de sus exportaciones. Hoy en día, la industria del software uruguayo representa el 5,7 % de las exportaciones totales del país. La industria del software uruguaya tiene una clara orientación al desarrollo de productos comerciales y gran experiencia en el desarrollo y marketing. En el año 2004 las ventas de software fueron de 226 millones de dólares y se exportaron 809 millones de dólares lo que representa el 39,3 %.
Entretanto, el teletrabajo en Uruguay está viviendo un nada despreciable nivel de actividad, que todavía está por cuantificarse.
El impacto de este rubro en la economía no pasa desapercibido. Hoy representa el 4,3% del PIB y genera alrededor de 50 mil puestos de trabajo, con salarios que duplican el promedio nacional. Además, es la quinta cadena de exportación, por detrás del turismo, la soja, la forestación y la carne.
Sin embargo, las empresas tecnológicas enfrentan restricciones internacionales que limitan su crecimiento. Para eso la CUTI presentó un plan que, entre otros puntos, incluye triplicar el presupuesto destinado a los programas de innovación, aumentar los recursos para proyectos de innovación en empresas de TI y que no sean de rubro, y analizar cambios tributarios para mejorar la competitividad internacional.

## Economía social
En Uruguay existe una larga historia de cooperativismo, por ejemplo, Fucvam, Fecovi, Cooptrol, Calnu, Conaprole y Manos del Uruguay.
A partir de la crisis económica de 1999-2003 y la asunción del Frente Amplio, varias empresas en quiebra han sido reconvertidas a manos de los trabajadores, por ejemplo Funsa y Alas U. Esta última dio quiebra el 25 de octubre de 2016.

## Uruguay en el contexto internacional
Uruguay ha basado su economía a lo largo de la historia en la producción ganadera, aunque en los últimas dos décadas la industria del software ha despuntado, logrando exportaciones considerables. Superada la crisis del sector bancario del 2002, los indicadores económicos como el producto interior bruto lograron repuntar; desde el año 2000 al 2011 se creció un 126 %, y de la misma manera, la renta per cápita tuvo un incremento similar del 122 %. Pero quizá el dato macroeconómico más destacado es el índice de crecimiento del país ofrecido por el Banco Mundial, que obtuvo un incremento del 495 % en el mismo período.
| Indicador                               | Valor                                      | Posición en el mundo                                               | Incremento                                                                         |
| --------------------------------------- | ------------------------------------------ | ------------------------------------------------------------------ | ---------------------------------------------------------------------------------- |
| Producto Interior Bruto (nominal)       | 59 180 000 $ Fuente: FMI (2017)            | Países más ricos del mundo por PIB: Puesto 75º en 2017             | 20 670 509 056 $ en 2000 (incr: 126 %) Fuente: Ficha de Uruguay en Banco Mundial   |
| Superficie                              | 176 220 km² Fuente: Banco Mundial (2010)   | Países más extensos del mundo Puesto 88º                           | 176 220 km² en 2008 (incr: 0 %) Fuente: Ficha de Uruguay en Banco Mundial          |
| Población                               | 3 493 000 personas Fuente: FMI (2017)      | Países más poblados del mundo Puesto 130º en 2017                  | 3 300 847 personas en 2000 (incr: 2,1 %) Fuente: Ficha de Uruguay en Banco Mundial |
| Emisiones de CO2                        | 2,4 toneladas Fuente: Banco Mundial (2009) | Países con mayores emisiones de CO2 Puesto 98º                     | 1,486 toneladas en 2000 (incr: 61,5 %) Fuente: Ficha de Uruguay en Banco Mundial   |
| Renta per cápita PPP                    | 22 374 $ Fuente: FMI (2017)                | Países con mayor Renta Per Cápita PPP Puesto 64º en 2017           | 6220 $ en 2000 (incr: 122,9 %) Fuente: Ficha de Uruguay en Banco Mundial           |
| Tasa de natalidad                       | 2 personas Fuente: Banco Mundial (2012)    | Países con mayor natalidad (niños por mujer) Puesto 112º           | 2,19 personas en 2000 (incr: -8,7 %) Fuente: Ficha de Uruguay en Banco Mundial     |
| Crecimiento económico                   | 5,7% Fuente: Banco Mundial (2011)          | Economías de mayor crecimiento Puesto 51º                          | -1,44 % en 2000 (incr: -495,8 %) Fuente: Ficha de Uruguay en Banco Mundial         |
| % usuarios Internet                     | 51,6% Fuente: Banco Mundial (2011)         | Países con mayor tasa de usuarios de Internet Puesto 60º           | 10,6 % en 2000 (incr: 386,8 %) Fuente: Ficha de Uruguay en Banco Mundial           |
| Promedio de días para crear una empresa | 7 días Fuente: Banco Mundial (2011)        | Países más rápidos para montar una empresa Puesto 155º             | 45 días en 2003 (incr: -84,4 %) Fuente: Ficha de Uruguay en Banco Mundial          |
| Consumo de energía por habitante        | 1254 kg Fuente: Banco Mundial (2008)       | Países con mayor consumo de energía por habitante Puesto 73º       | 932,49 kg en 2000 (incr: 34,5 %) Fuente: Ficha de Uruguay en Banco Mundial         |
| Terreno dedicado a agricultura          | 84,6% Fuente: Banco Mundial (2009)         | Países con más terreno dedicado a la agricultura Puesto 1º         | 85,46 % en 2000 (incr: -1 %) Fuente: Ficha de Uruguay en Banco Mundial             |
| Potencia eléctrica consumida            | 2763 kWh Fuente: Banco Mundial (2010)      | Países con más potencia eléctrica consumida Puesto 38º             | 1990,4 kWh en 2000 (incr: 38,8 %) Fuente: Ficha de Uruguay en Banco Mundial        |
| Superficie forestal                     | 17 440 km² Fuente: Banco Mundial (2010)    | Países con mayor superficie forestal Puesto 107º                   | 14 090 km² en 2000 (incr: 23,8 %) Fuente: Ficha de Uruguay en Banco Mundial        |
| Carreteras pavimentadas                 | 90% Fuente: Banco Mundial (2004)           | Países con más carreteras pavimentadas Puesto 34º                  | 90 % en 2000 (incr: 0 %) Fuente: Ficha de Uruguay en Banco Mundial                 |
| Índice de Competitividad Global         | Fuente: World Economic Forum               | Países más competitivos Puesto 53º en 2018                         | 3,96 en 2007 (incr: 4,3 %) Fuente: Ficha de Uruguay en Foro Económico Mundial      |
| Índice de Desarrollo Humano             | Fuente: PNUD                               | Países con mayor Desarrollo Humano Puesto 55º en 2018              | puesto 39º en 2000                                                                 |
| Global Peace Index                      | Fuente: Vision Humanity                    | Países más pacíficos Puesto 37º en 2018                            | puesto 23.º en 2010                                                                |
| Democracy Index                         | Fuente: Economist Intelligence Unit        | Países más democráticos Puesto 19º (2015)                          |                                                                                    |
| Standard & Poors                        | Fuente: S&P                                | Calificación de la deuda de países BBB en 2017                     | Moodys BAA2 en 2017 y Fitch BBB- en 2018                                           |
| Índice de Prosperidad                   | Fuente: Legatum Institute                  | Países más prósperos Puesto 37º en 2021                            | puesto 28º en 2010                                                                 |
| Corruption Perceptions Index            | Fuente: Transparency International         | Países menos corruptos Puesto 23.º en 2019                         | puesto 35º en 2000                                                                 |
| Environmental Performance Index         | Fuente: Yale University (2012)             | Países con mejor desempeño medioambiental Puesto 46º               | puesto 83º en 2010                                                                 |
| Coeficiente de Gini                     | 45,3 Fuente: Vision of Humanity (2013)     | Países más desiguales                                              | 45,2 en 2010                                                                       |
| Economic Freedom Index                  | Fuente: Heritage                           | Países con mayor libertad económica Puesto 44º en 2021             | Puesto 40º en 2019                                                                 |
| Doing Business Index                    | Fuente: World Bank                         | Países con mayor facilidad para hacer negocios Puesto 95.º en 2018 | puesto 114.º en 2010                                                               |
| Global Innovation Index                 | Fuente: Cornell University (2013)          | Países con mayor innovación Puesto 52º de 142 países               | puesto 53º en 2010                                                                 |
| Globalization Index                     | Fuente: KOF (2013)                         | Países más globalizados Puesto 52º de 207 países                   | puesto 53º en 2010                                                                 |
| Reconocimiento País Desarrollado        | World Bank                                 | Altos ingresos                                                     | en 2018                                                                            |
| Reconocimiento País Desarrollado        | United Nations                             | Muy alto IDH                                                       | en 2018                                                                            |

En el contexto internacional de 2025, Uruguay se encuentra en el puesto 48 entre 193 países y territorios según el Índice de Desarrollo Humano (IDH). El gobierno de Orsi asume con el desafío de redefinir la estrategia internacional del país en un escenario global cambiante, destacando el fortalecimiento del Mercosur como bloque de integración regional.
Uruguay se encuentra en el lugar 67 en la lista de los países más ricos del mundo según su Producto Interno Bruto (PIB) per cápita, siendo uno de los más altos en Sudamérica. 

### Importaciones
Se presentan a continuación las mercancías de mayor peso en las importaciones de Uruguay para el período 2010-hasta octubre de 2015. Las cifras están expresadas en dólares estadounidenses valor FOB.
Las importaciones también crecieron, aumentando un 13.7% a $1,024.32 millones, con bienes intermedios subiendo un 10.2%, bienes de consumo un 21.4% y bienes de capital aumentando un 14.9%.
Las importaciones en Uruguay aumentaron a 900,421 mil dólares estadounidenses en marzo desde 861,178 mil dólares estadounidenses en febrero de 2024. Las importaciones en Uruguay promediaron 533994,36 mil dólares estadounidenses desde 1993 hasta 2025, alcanzando un máximo histórico de 1143841,00 mil dólares estadounidenses en julio de 2022 y un mínimo histórico de 119055,00 mil dólares estadounidenses en marzo de 2003.

Las principales importaciones de Uruguay son: petróleo y productos minerales (18% de las exportaciones totales), maquinaria y equipos eléctricos (16%), productos químicos e industriales (16%), equipos de transporte (11%), y plásticos, caucho y derivados (7%). Los principales socios de importación son: Brasil (20% de las importaciones totales), China (18%), Estados Unidos (13 %) y Argentina (12 %). Otros incluyen Alemania, España y México.

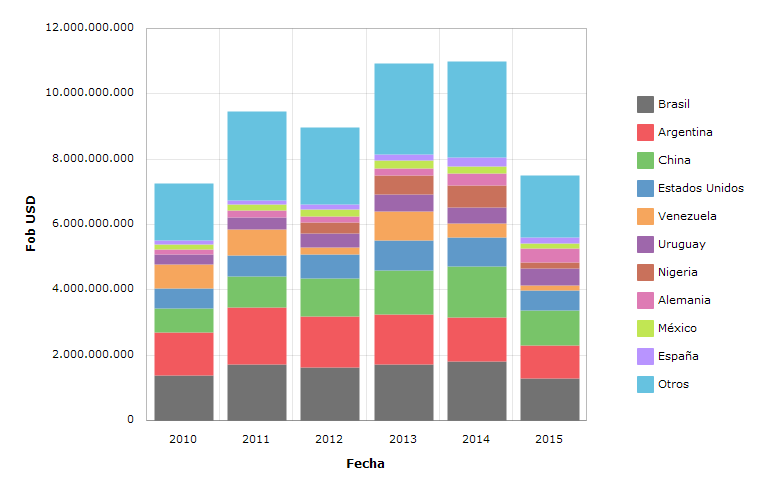
Importaciones de Uruguay del periodo 2010-hasta octubre de 2015 expresadas en USD valor FOB.

| Fecha Mercadería por capítulo arancelario | 2010          | 2011          | 2012          | 2013           | 2014           | enero-octubre de 2015 |
| --- | ------------- | ------------- | ------------- | -------------- | -------------- | --------------------- |
| 27 - Combustibles minerales, aceites minerales y productos de su destilación; materias bituminosas; ceras minerales. | 1.396.725.974 | 2.333.175.387 | 1.640.435.873 | 2.835.077.553  | 2.637.612.217  | 1.214.429.520         |
| 84 - Calderas, máquinas, aparatos y artefactos mecánicos; partes de estas máquinas o aparatos. | 930.221.548   | 1.064.288.843 | 1.077.939.354 | 1.232.542.589  | 1.269.085.557  | 780.389.591           |
| 87 - Vehículos automóviles, tractores, velocípedos y demás vehículos terrestres, sus partes y accesorios. | 800.386.586   | 970.753.056   | 1.008.144.524 | 1.096.849.388  | 1.005.775.877  | 685.269.133           |
| 85 - Máquinas, aparatos y material eléctrico, y sus partes. | 648.420.233   | 750.310.827   | 750.087.400   | 908.466.047    | 1.239.228.378  | 1.218.358.046         |
| 39 - Plásticos y sus manufacturas. | 290.434.522   | 373.285.287   | 371.597.277   | 416.034.542    | 397.246.003    | 304.179.684           |
| 31 - Abonos. | 244.363.173   | 355.210.868   | 348.066.975   | 326.462.403    | 297.856.377    | 196.356.492           |
| 38 - Productos diversos de las industrias químicas. | 205.620.837   | 229.857.893   | 263.517.809   | 293.453.725    | 294.220.741    | 173.592.957           |
| 30 - Productos farmacéuticos. | 162.236.278   | 189.510.448   | 216.374.030   | 230.715.794    | 231.525.150    | 191.667.717           |
| 73 - Manufacturas de fundición, hierro o acero. | 117.609.953   | 146.200.798   | 157.770.038   | 179.790.178    | 181.418.447    | 142.503.654           |
| 94 - Muebles; mobiliario medicoquirúrgico; artículos de cama y similares; aparatos de alumbrado no expresados ni comprendidos en otra parte; anuncios, letreros y placas indicadoras luminosos y artículos similares; construcciones prefabricadas. | 93.147.927    | 125.778.546   | 136.647.641   | 162.369.490    | 177.995.197    | 129.384.132           |
| Demás capítulos | 2.351.880.656 | 2.935.059.540 | 2.988.422.053 | 3.240.693.494  | 3.252.765.017  | 2.469.943.955         |
| Total | 7.241.047.686 | 9.473.431.493 | 8.959.002.974 | 10.922.455.204 | 10.984.728.960 | 7.506.074.881         |

### Exportaciones
Se presentan a continuación los principales socios comerciales de Uruguay para el periodo 2010-hasta octubre de 2015. La mayoría de sus importadores están en el Mercosur, Asia y Europa salvo Estados Unidos. Las cifras expresadas son en dólares estadounidenses valor FOB.
Uruguay registró un déficit comercial de $313.51 millones en marzo de 2025, ampliándose desde el déficit de $198.77 millones en el mismo mes del año pasado, marcando una racha de siete meses de déficits. Las exportaciones aumentaron un 5.1% interanual a $710.81 millones, impulsadas por un aumento del 20.3% en bienes manufacturados, mientras que los bienes primarios cayeron un 26.2% y los servicios públicos se desplomaron un 80.4%.
Uruguay exporta principalmente productos agrícolas. Los envíos de ganado y productos del reino animal representan el 41% de las exportaciones totales, mientras que los productos del reino vegetal representan el 22%. Las principales importaciones son: productos minerales (18% de las exportaciones totales), maquinaria y equipos eléctricos (16%), productos químicos e industriales (16%) y equipos de transporte (11%). Los principales socios comerciales son: China (27% de las exportaciones totales y 18% de las importaciones), Brasil (17% de las exportaciones totales y 20% de las importaciones), Estados Unidos (6% de las exportaciones y 13% de las importaciones) y Argentina (6% de las exportaciones y 12% de las importaciones). Otros incluyen: Países Bajos, Bolivia, Chile, México.

Uruguay ha demostrado ser un líder en el desarrollo de instrumentos financieros para hacer frente al cambio climático. Un ejemplo clave en esta trayectoria es la aprobación del primer préstamo que vincula las condiciones de financiamiento de un préstamo del Banco Mundial con el cumplimiento de ambiciosas metas ambientales. Este mecanismo podría significar la reducción de hasta US$ 12,5 millones en el pago de intereses si Uruguay logra una disminución verificable en la intensidad de las emisiones de gas metano del sector ganadero.

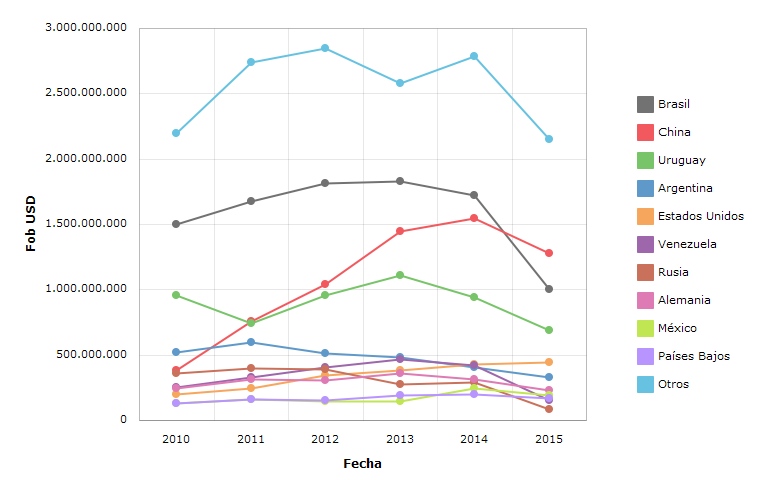
Exportaciones de Uruguay del periodo 2010-hasta octubre de 2015 expresadas en USD valor FOB. [http://trade.nosis.com/es/Comex/Importacion-Exportacion/Uruguay/Todas-las-posiciones-arancelarias/UY/00 Fuente

| Fecha País importador | 2010          | 2011          | 2012          | 2013          | 2014          | 2015          |
| --------------------- | ------------- | ------------- | ------------- | ------------- | ------------- | ------------- |
| Brasil                | 1.498.738.711 | 1.679.316.339 | 1.811.070.135 | 1.832.236.303 | 1.721.449.869 | 1.004.309.097 |
| China                 | 379.760.446   | 754.429.814   | 1.042.922.630 | 1.443.246.205 | 1.548.584.365 | 1.281.272.236 |
| Uruguay               | 957.705.509   | 744.814.461   | 954.101.023   | 1.106.954.407 | 938.186.582   | 691.123.084   |
| Argentina             | 518.842.795   | 599.906.220   | 516.272.932   | 482.467.802   | 405.148.262   | 328.520.141   |
| Estados Unidos        | 199.853.612   | 244.931.158   | 345.639.224   | 378.886.860   | 432.075.045   | 446.613.150   |
| Venezuela             | 249.833.251   | 328.503.005   | 407.934.764   | 463.794.181   | 424.451.632   | 151.146.178   |
| Rusia                 | 361.293.500   | 401.551.705   | 393.012.977   | 275.764.441   | 292.623.436   | 87.244.807    |
| Alemania              | 241.996.890   | 315.345.277   | 303.406.294   | 362.747.791   | 313.805.867   | 229.388.673   |
| México                | 126.517.513   | 162.836.534   | 147.948.423   | 148.188.831   | 241.865.240   | 190.151.624   |
| Países Bajos          | 130.867.348   | 163.157.325   | 152.145.442   | 188.230.317   | 195.918.915   | 168.356.640   |
| Resto del mundo       | 2.194.211.749 | 2.739.155.177 | 2.850.506.731 | 2.579.053.308 | 2.782.761.103 | 2.151.059.140 |
| Total                 | 6.859.621.324 | 8.133.947.016 | 8.924.960.574 | 9.261.570.447 | 9.296.870.315 | 6.729.184.770 |